# Relais 4 × 400 mètres masculin aux championnats du monde d'athlétisme 2005
Navigation
Paris 2003 Osaka 2007
L'épreuve du relais 4 × 400 mètres masculin des championnats du monde d'athlétisme 2005 s'est déroulée les 13 et 14 août 2005 dans le Stade olympique d'Helsinki, en Finlande. Elle est remportée par l'équipe des États-Unis (Andrew Rock, Derrick Brew, Darold Williamson et Jeremy Wariner).

## Résultats

### Finale
| Rang               | Pays              | Athlètes                                                              | Temps         | Notes |
| ------------------ | ----------------- | --------------------------------------------------------------------- | ------------- | ----- |
| Médaille d'or      | États-Unis        | Andrew Rock Derrick Brew Darold Williamson Jeremy Wariner             | 2 min 56 s 91 | WL    |
| Médaille d'argent  | Bahamas           | Nathaniel McKinney Avard Moncur Andrae Williams Chris Brown           | 2 min 57 s 32 | NR    |
| Médaille de bronze | Jamaïque          | Sanjay Ayre Brandon Simpson Lansford Spence Davian Clarke             | 2 min 58 s 07 | SB    |
| 4                  | Royaume-Uni       | Timothy Benjamin Martyn Rooney Robert Tobin Davis Malachi             | 2 min 58 s 82 | SB    |
| 5                  | Pologne           | Marcin Marciniszyn Robert Mackowiak Piotr Rysiukiewicz Piotr Klimczak | 3 min 00 s 58 |       |
| 6                  | France            | Leslie Djhone Naman Keïta Abderrahim El Haouzy Marc Raquil            | 3 min 03 s 10 |       |
| 7                  | Russie            | Dmitriy Forshev Andrey Rudnitskiy Oleg Mishukov Yevgeniy Lebedev      | 3 min 03 s 20 |       |
| —                  | Trinité-et-Tobago | Ato Modibo Julieon Raeburn Renny Quow Damion Barry                    | DQ            |       |

## Légende
Records et Performances
- AR : Record continental (area record)
- CR : Record des championnats (championship record)
- MR : Record du meeting (meet record)
- NR : Record national (national record)
- OR : Record olympique (olympic record)
- PR : Record paralympique (paralympic record)
- PB : Record personnel (personal best)
- SB : Meilleure performance personnelle de la saison (season's best)
- WL : Meilleure performance mondiale de l'année (world leader)
- WJR : Record du monde junior (world junior record)
- WR : Record du monde (world record)

Circonstances et Conditions
- DNF : N'a pas terminé (did not finish)
- DNS : N'a pas pris le départ (did not start)
- DQ : Disqualification (disqualification)
- NM : Aucun essai valable enregistré (No Mark)
- Q : Qualifié « directement » au prochain tour (ou à la prochaine compétition), lors d'une compétition majeure, grâce au classement ou à la réalisation des minima (automatic qualifier)
- q : Qualifié au prochain tour (ou à la prochaine compétition), lors d'une compétition majeure, grâce au repêchage ou à la réalisation de l'une des meilleures performances parmi celles des « non qualifiés directement » (grâce au meilleur temps ou à la meilleure distance par exemple) (secondary qualifier)